# Derrick Sharp
Derrick Lanorris Sharp (in ebraico דריק שארפ‎?; Orlando, 5 ottobre 1971) è un ex cestista e allenatore di pallacanestro statunitense naturalizzato israeliano.

## Carriera
Esce dalla University of South Florida nel 1993, anno in cui approda nella seconda serie israeliana firmando con il Maccabi Hadera. Dal 1994 al 1996 veste la canotta dell'Hapoel Migdal-HaEmek, formazione anch'essa militante in seconda serie. Al termine di quest'esperienza si concretizza il passaggio al Maccabi Tel Aviv, con cui giocherà per anni conquistando decine di trofei tra nazionali e continentali.
Dopo aver ottenuto cittadinanza è sceso in campo con la nazionale israeliana, partecipando anche ai campionati europei 2001 e 2003.
Dal 2011 al 2013 è stato assistente allenatore al Maccabi Tel Aviv.

## Palmarès

### Giocatore
- Campionato israeliano: 13

Maccabi Tel Aviv: 1996-97, 1997-98, 1998-99, 1999-2000, 2000-01, 2001-02, 2002-03, 2003-04, 2004-05, 2005-06, 2006-07, 2008-09, 2010-11
- Coppa di Israele: 11

Maccabi Tel Aviv: 1997-98, 1998-99, 1999-2000, 2000-01, 2001-02, 2002-03, 2003-04, 2004-05, 2005-06, 2009-10, 2010-11
- Coppa di Lega israeliana: 2

Maccabi Tel Aviv: 2007, 2010
- Suproleague: 1

Maccabi Tel Aviv: 2000-01
- Eurolega: 2

Maccabi Tel Aviv: 2003-04, 2004-05